# 2723 Gorshkov
2723 Gorshkov è un asteroide della fascia principale. Scoperto nel 1978, presenta un'orbita caratterizzata da un semiasse maggiore pari a 3,1226042 UA e da un'eccentricità di 0,1962961, inclinata di 2,07748° rispetto all'eclittica.